# Halles du Faouët
Les halles du Faouët  sont situées au bourg du Faouët dans le Morbihan, au nord de la place Plantée.

## Historique
L'existence des halles est attestée dès 1542. Celles-ci sont mentionnées dans un aveu du seigneur du Faouët où il est dit qu'elles lui appartenaient de temps immémorial. La construction des halles remonte donc à une date antérieure à 1542 sans qu'il ne soit possible de donner une date précise, les archives mentionnant qu'elles sont édifiées par Yvon de Boutteville, seigneur du Faouët, Barrégan, Kerjehan et vicomte de Quoetquennan dont la puissante famille porte de neuf à quatorze le nombre des foires dans cette localité afin de se procurer de substantiels revenus. La halle témoigne de l'activité commerciale générée par l'agriculture locale et les pèlerinages au Faouët.
L'édifice est racheté par la municipalité en 1815 à la famille d'Argouges de Ranes alors que celui-ci est à moitié en ruine et fait l'objet par la suite de nombreux travaux de restauration. Une chambre d'horloge est notamment installée sur le faîtage, remplacée ensuite par un clocher.
Les halles du Faouët sont les premières en Bretagne à faire l’objet d’un classement au titre des monuments historiques depuis le 18 mai 1914, à une époque où ces derniers témoins de la grande architecture en bois sont menacés de disparition.

## Architecture
Les halles bretonnes n'ont pas de caractéristiques régionales propres mais reflètent pérennité et mutation d'une architecture fonctionnelle liée aux aléas des conjonctures économiques.
Le bâtiment de forme rectangulaire, à charpente en bois de chêne et de sapin, est une des plus grandes halles de Bretagne, couvrant une superficie de 940 m2 (50 × 18,80 m) et culminant à plus de 10 mètres au faîtage. Il consiste en un grand toit à deux versants et deux croupes brisées reposant sur une rangée de courtes colonnes de granite portées par un muret de pierre. Le vaisseau central de quinze travées est accosté de bas-côtés simples, séparés par des poteaux de bois. La pente des versants est atténuée par des coyaux. 
Architecturalement, les halles du Faouët possèdent plusieurs particularités : au milieu du faîtage, un clocher octogonal, coiffé d’un bulbe à 8 pans relevés par des coyaux ; des colonnettes antiquisantes posées sur un bahut et supportant chacune une ferme de la charpente ; d’élégantes couvertures à croupe pour les entrées latérales et en bâtière pour les entrées axiales.

## Galerie

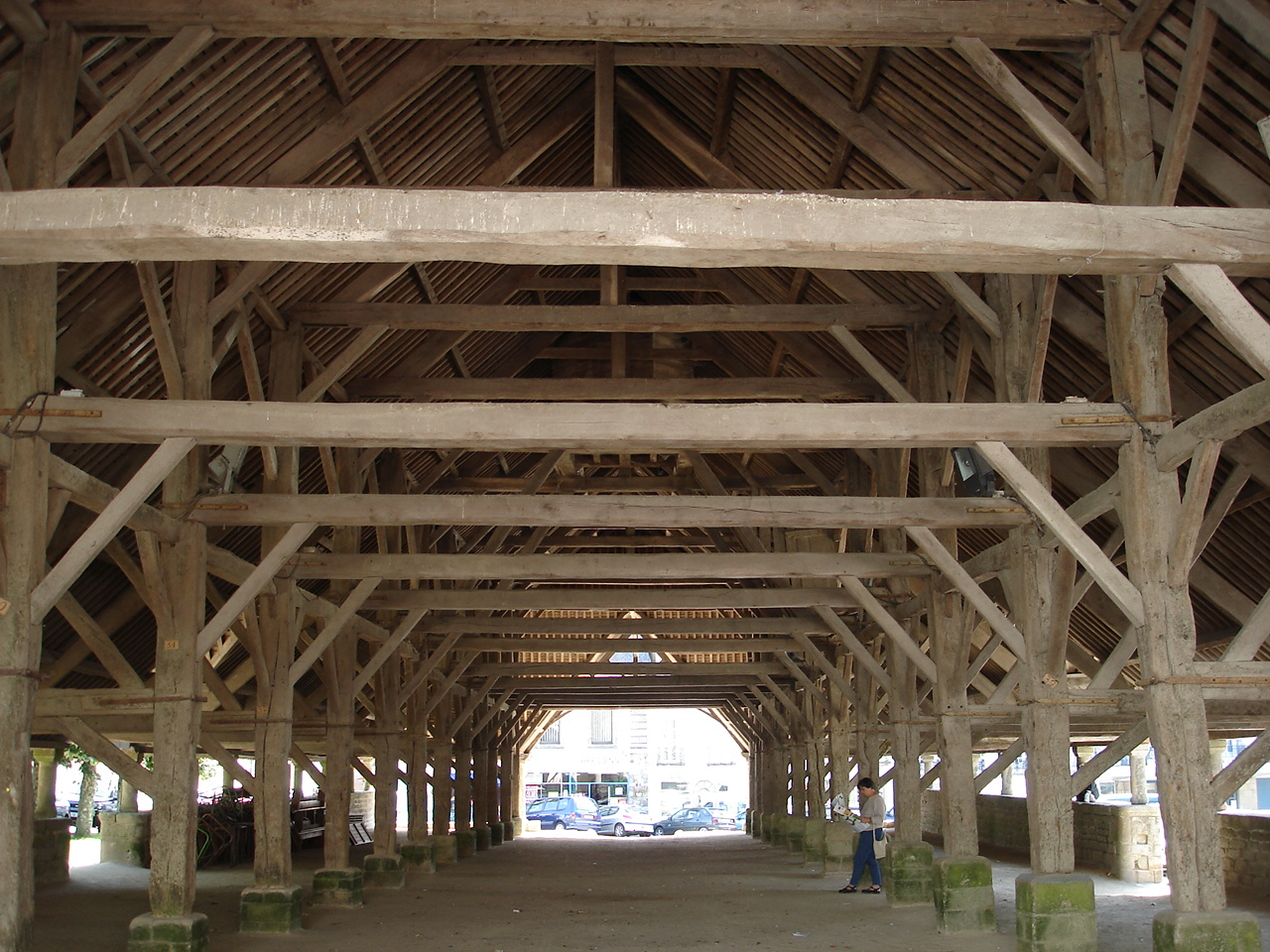
La charpente des Halles
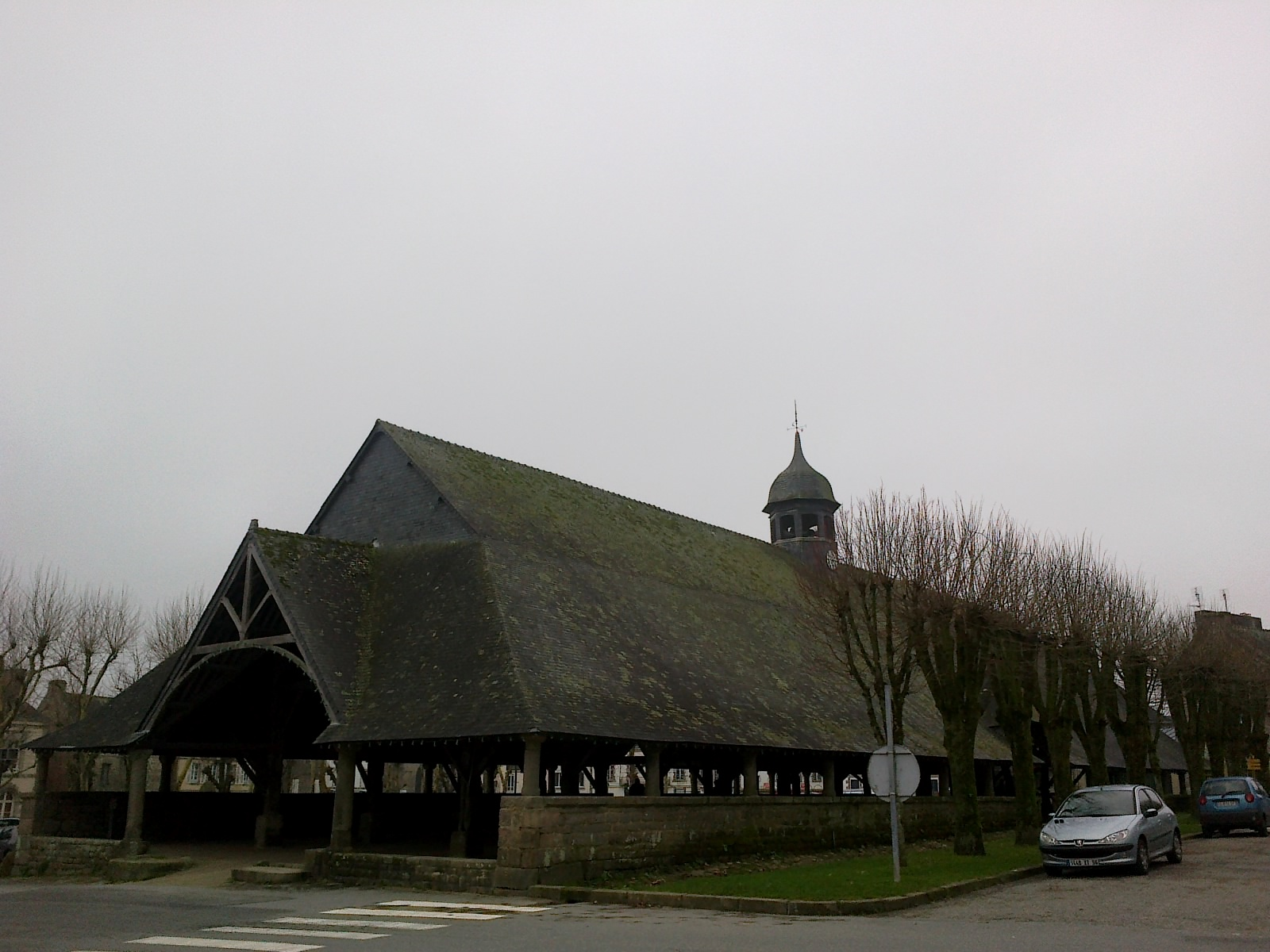
Vue de l'extérieur